# Racing Bart Mampaey

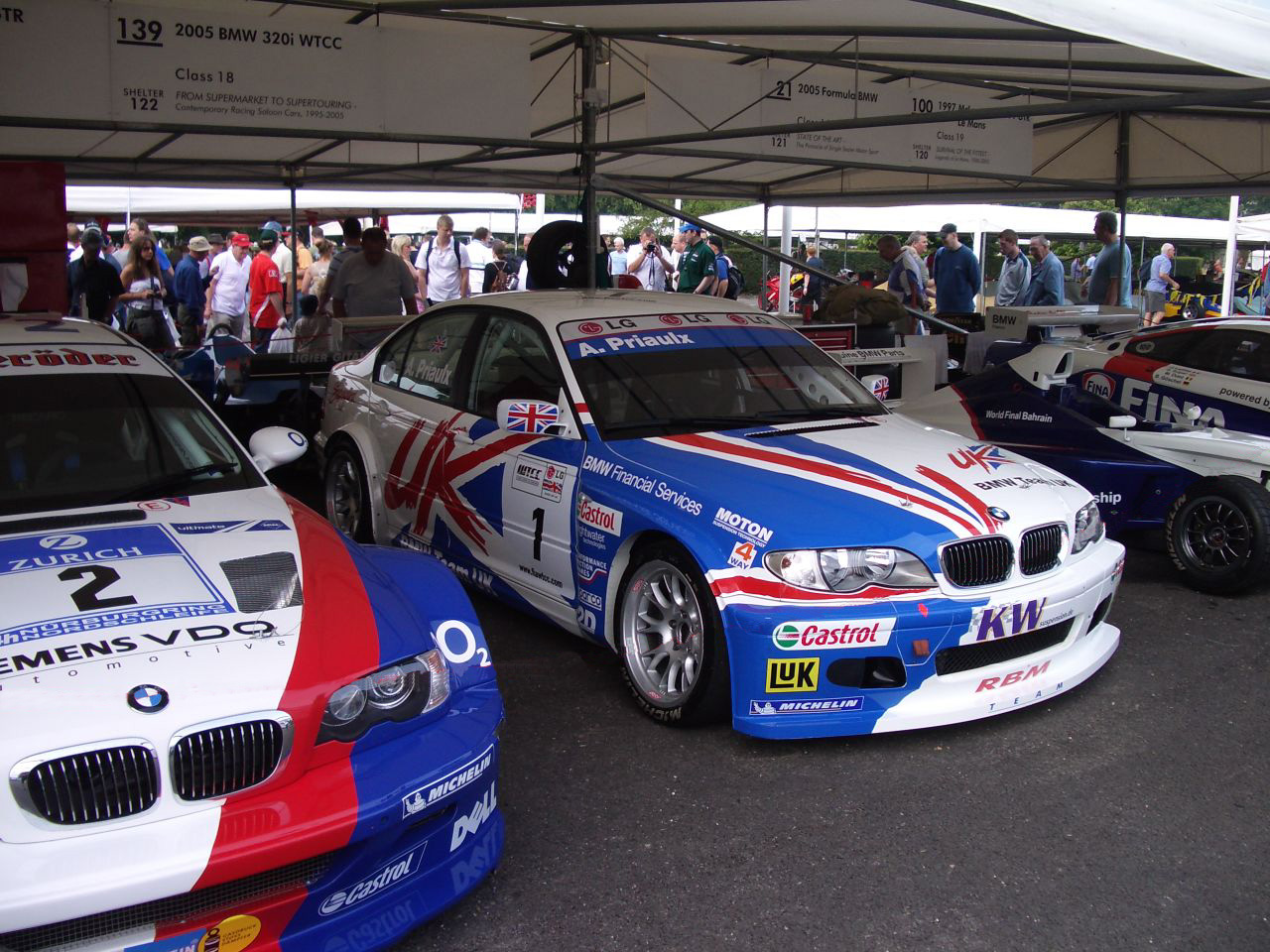
Andy Priaulxs bil 2005.

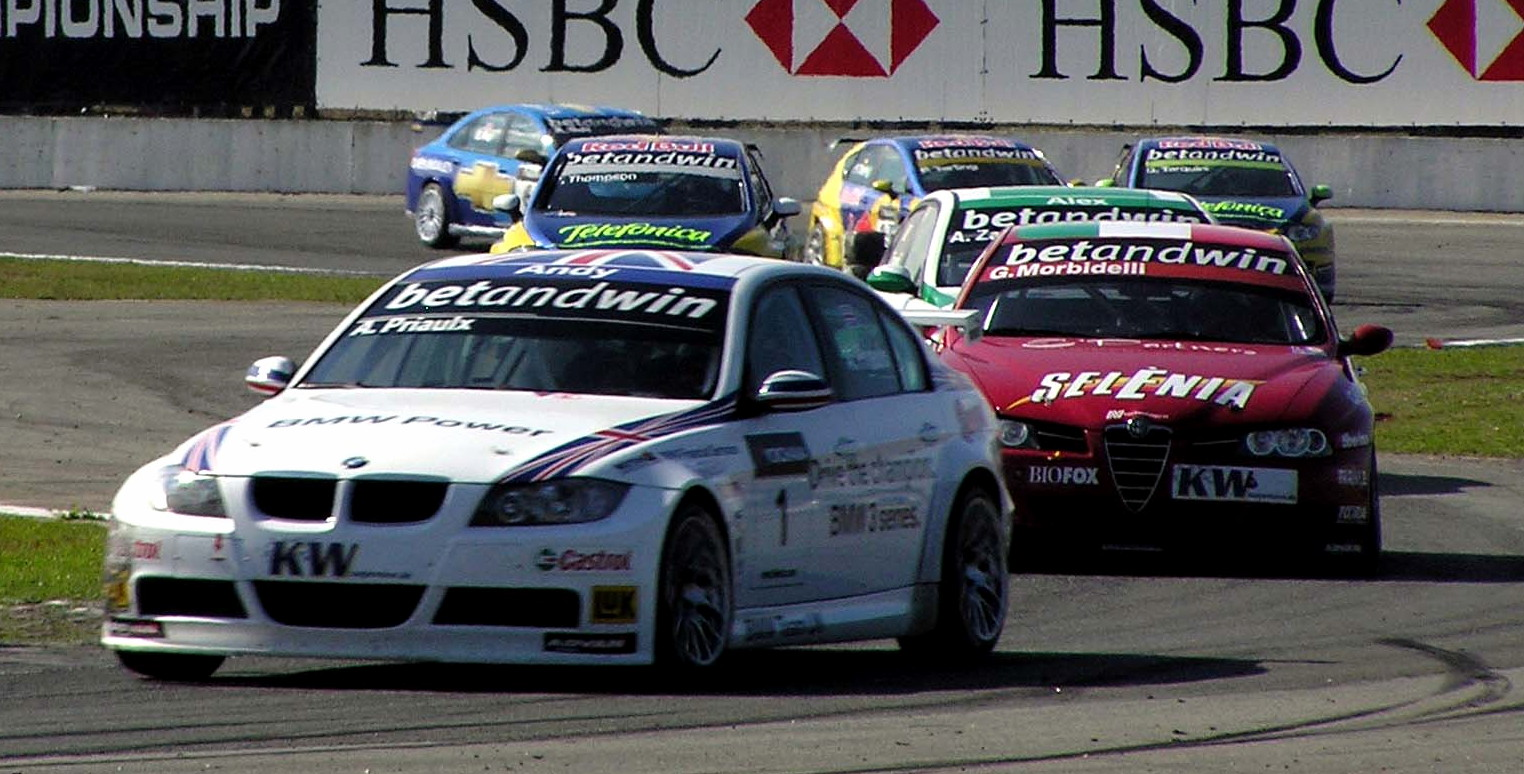
Andy Priaulx tävlande för BMW Team UK i FIA WTCC Race of Brazil 2006.

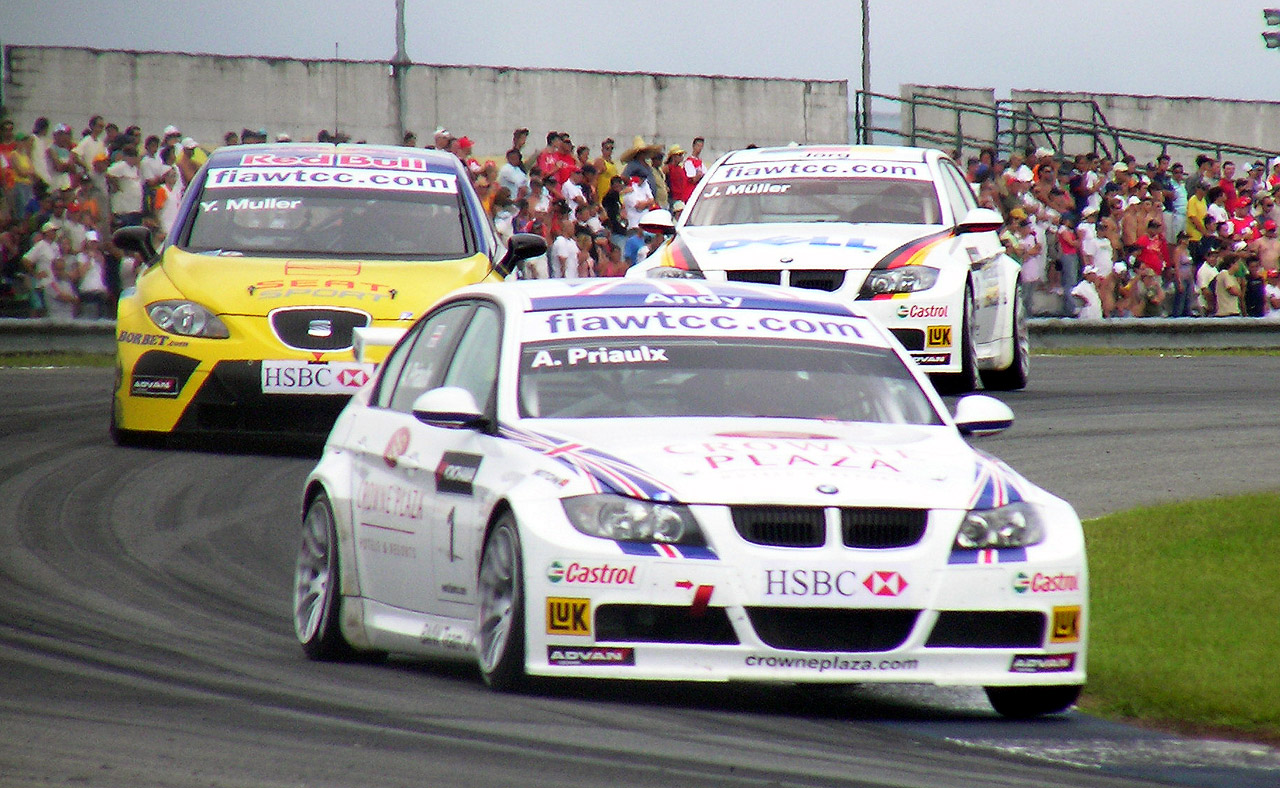
Andy Priaulx tävlande för BMW Team UK i FIA WTCC Race of Brazil 2007.

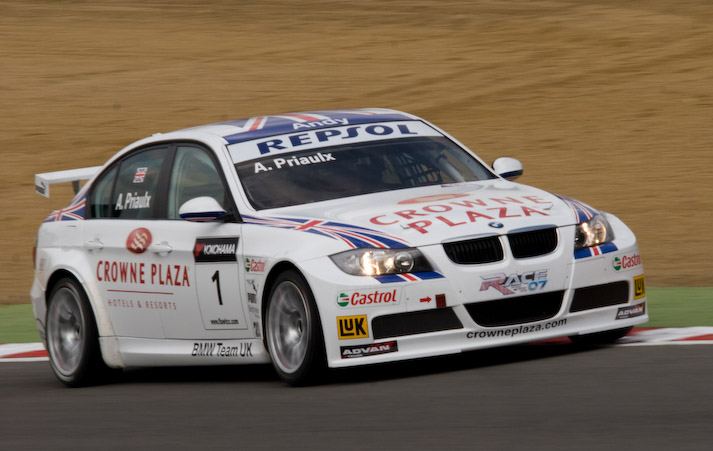
Andy Priaulx tävlande för BMW Team UK i FIA WTCC Race of UK 2008.

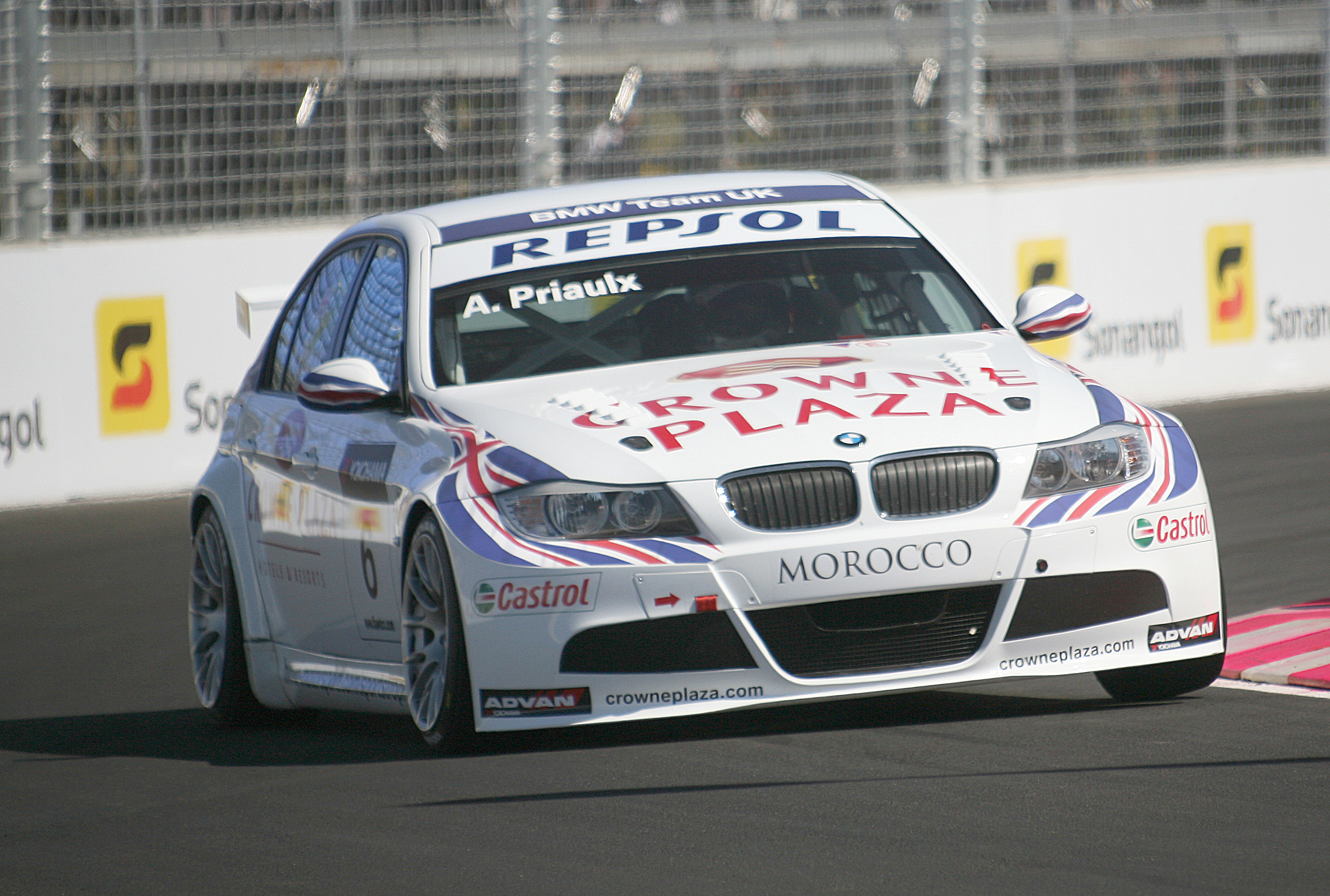
Andy Priaulx tävlande för BMW Team UK i FIA WTCC Race of Morocco 2009.

Racing Bart Mampaey, tidigare Juma Racing, är ett belgiskt racingteam grundat 1994 av Bart Mampaey. Teamet är baserat i Mechelen och har tävlat under flera olika namn, BMW Fina Bastos Team, BMW Team Belgium, BMW Team Great Britain, BMW Team Belgium-Luxembourg, BMW Team UK och för närvarande BMW Team RBM i World Touring Car Championship.

## Historia
År 1974 grundade Bart Mampaeys fader, Julian Mampaey, racingteamet Juma Racing. De vann Spa 24-timmars tre gånger med BMW: 1977, 1982 och 1983.
1994 skapade Bart Mampaey sitt eget racingteam, nämligen Racing Bart Mampaey. De började med att tävla i BMW Compact Cup 1994. 1997 tog de en dubbelseger i Grupp N-klassen i Spa 24-timmars. Året efter vann de den totala tävlingen, och denna gång under namnet BMW Fina Bastos Team, med Marc Duez, Eric van de Poele och Alain Cudini som förare. Till 1999 bytte de bilmärke till Nissan och slutplaceringen blev då en fjärdeplats.

### European Touring Car Championship
År 2002 började de tävla i European Touring Car Championship under namnet BMW Team Belgium med svensken Fredrik Ekblom som förare. Även belgaren Pierre-Yves Corthals hoppade in som gästförare under en helg. Ekblom slutade totalt på sjätte plats, medan Corthals, som även gästkörde för Carly Motors, slutade totalt på sextonde plats.
2003 tog Andy Priaulx Ekbloms plats i teamet, som nu tävlade under namnet BMW Team Great Britain. Priaulx, som två år tidigare hade tävlat i formelbilsracing och 2002 i British Touring Car Championship, visade sig vara ett riktigt stjärnskott, när han redan sin första säsong slutade totalt trea. Bara sju poäng bakom mästaren Gabriele Tarquini.
2004 fortsatte Priaulx i BMW Team Great Britain och denna gång var det ingen som kunde stoppa honom från mästartiteln. Han tog visserligen lika många poäng som Schnitzer-föraren Dirk Müller, men i kraft av fler segrar vann han mästerskapet. Teamet drev även en bil med Kurt Mollekens under namnet BMW Team Belgium-Luxembourg. Han körde tio race och slutade totalt på trettonde plats.

### World Touring Car Championship
Till säsongen 2005 bytte European Touring Car Championship namn till World Touring Car Championship, vilket kördes även utanför Europa. Racing Bart Mampaey flyttade över till den nya serien, och så även den regerande mästaren Andy Priaulx. BMW Team Great Britain, som var det tidigare namnet på teamet, ändrades till BMW Team UK.
Priaulx fortsatte i samma fina form som det tidigare året och vann serien igen, även om han bara tog en seger under säsongen. Han behöll titeln som mästare även 2006 och i Macau körde även den tidigare Formel 1-föraren Jan Magnussen för BMW Team UK, men han bröt båda racen.
2007 försvarade Priaulx titeln ännu en gång, med tre segrar under säsongen. Under tre tävlingshelger körde, 2002-års RBM-förare, Fredrik Ekblom för teamet. Ekblom tog som bäst en niondeplats och slutade totalt 21:a
Efter att ha varit mästare i standardvagnsracing under fyra år, tog det slut 2008. Priaulx slutade bara som fyra i mästerskapet, då Yvan Muller vann. Priaulx hade dock en seger i FIA WTCC Race of France på Circuit de Pau-Ville. Inte heller 2009 blev det bättre än en fjärdeplats i mästerskapet, men denna gång hade han i alla fall två segrar.
Till säsongen 2010 drog BMW ned sin WTCC-satsning rejält. BMW Team Germany, som drevs av Schnitzer Motorsport, och BMW Team Italy-Spain, som drevs av ROAL Motorsport, försvann och kvar står endast Racing Bart Mampaey. Racing Bart Mampaey kör nu under namnet BMW Team RBM med Andy Priaulx och Augusto Farfus som förare.